# Dinotrema cybele
Dinotrema cybele är en stekelart som beskrevs av Vladimir Ivanovich Tobias 2007. Dinotrema cybele ingår i släktet Dinotrema och familjen bracksteklar. Inga underarter finns listade i Catalogue of Life.